# Jažince
Jažince en serbe latin et Jazhincë en albanais (en serbe cyrillique : Јажинце) est une localité du Kosovo située dans la commune/municipalité de Štrpce/Shtërpcë, district de Ferizaj/Uroševac (Kosovo). Selon le recensement kosovar de 2011, elle compte 162 habitants.

## Démographie

### Évolution historique de la population dans la localité
| 1948 | 1953 | 1961 | 1971 | 1981 | 1991 | 2011 |
| ---- | ---- | ---- | ---- | ---- | ---- | ---- |
| 572  | 612  | 673  | 709  | 731  | 644  | 162  |

|  |

### Répartition de la population par communautés (2011)
En 2011, les Serbes représentaient 98,15 % de la population.